# Haima Familia M5
Haima Familia M5 — компактный седан, выпускавшийся китайской компанией Haima с 2014 по 2019 год. По габаритам сопоставим с Haima M6.

## Описание

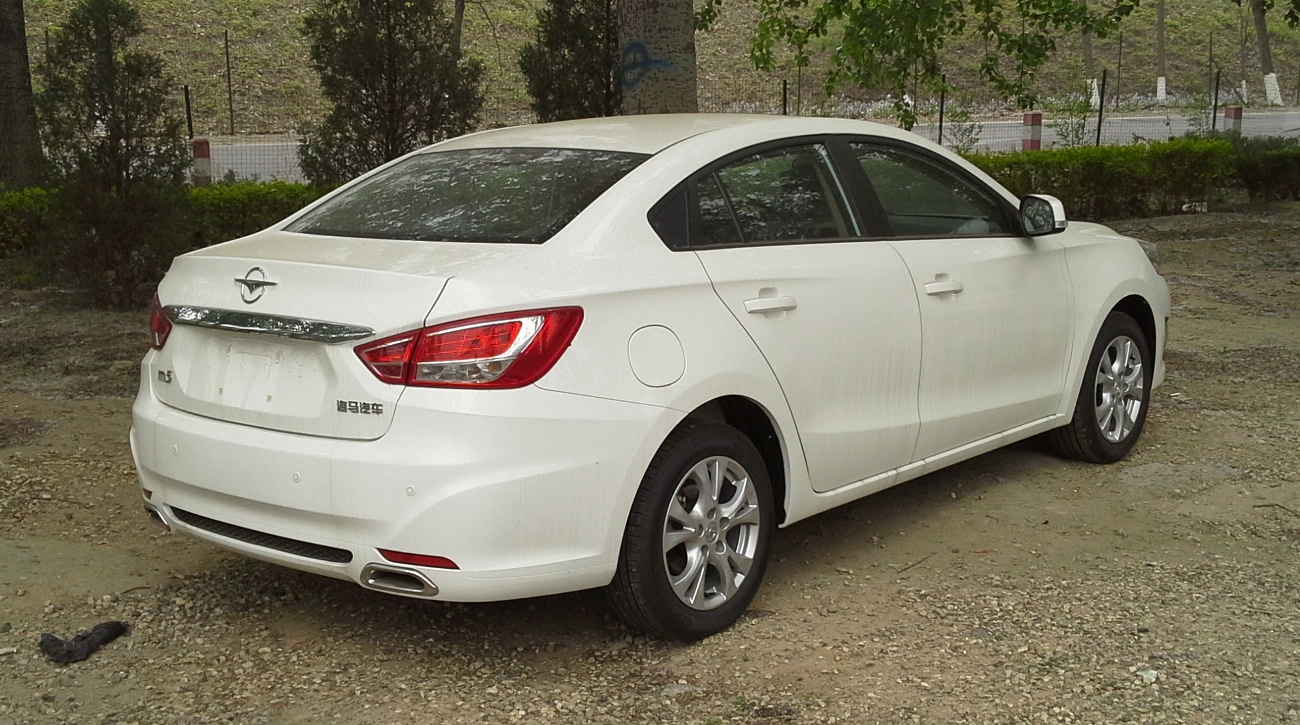
Вид сзади

Haima Familia M5 дебютировал в 2013 году, а официально был запущен в продажу в мае 2014 года в роли преемника Haima 3 и Haima Family. Ценовой диапазон варьировался от 74900 до 118900 юаней.

### Технические характеристики
Haima M5 оснащён 1,6-литровым атмосферным двигателем мощностью 125 л. с. и крутящим моментом 151 Н⋅м в паре с шестиступенчатой механической трансмиссией или же 1,5-литровым турбодвигателем в паре с шестиступенчатой автоматической трансмиссией.

### Фейслифтинг (2017)

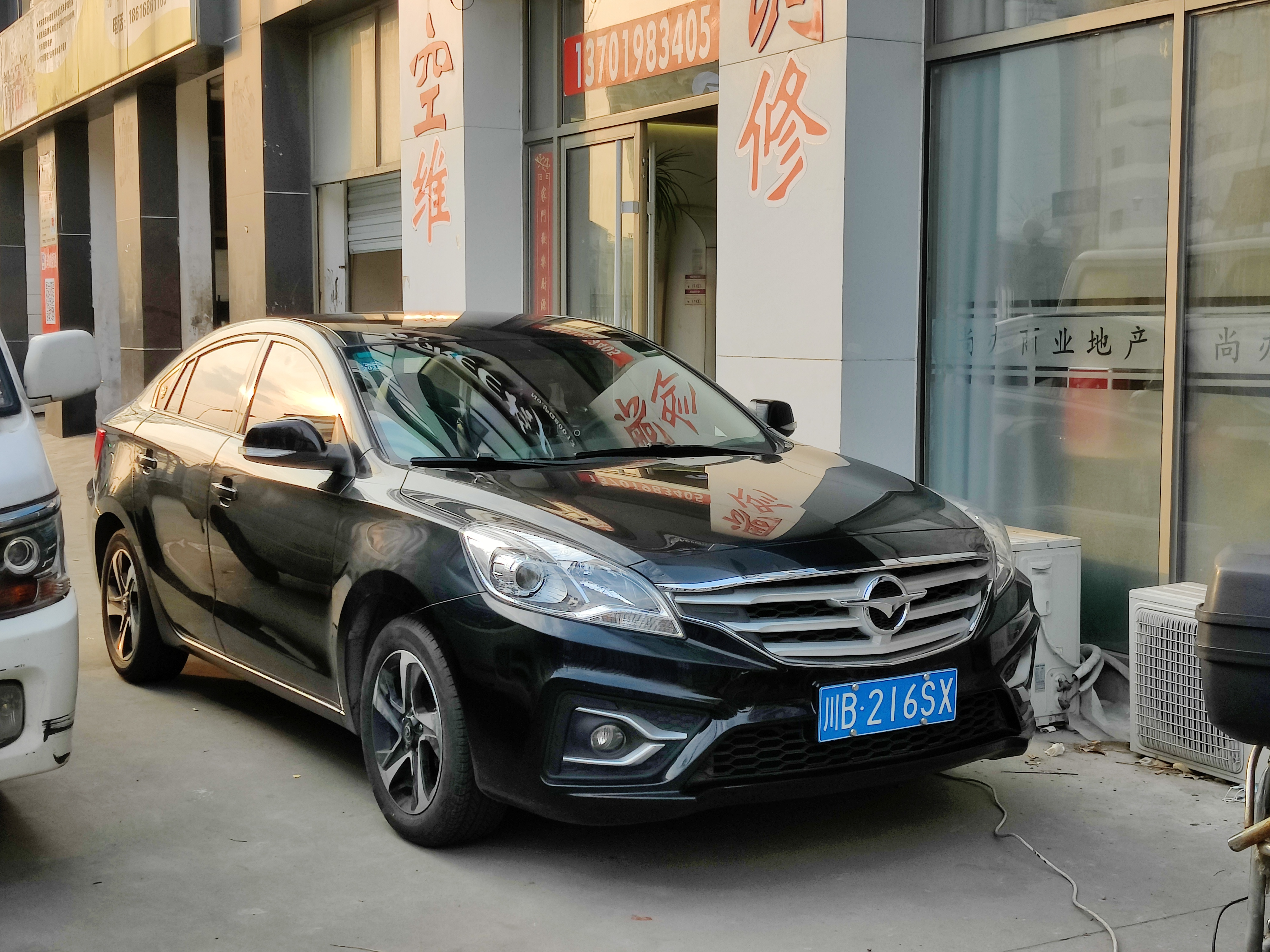
Haima Familia M5 MY2017

Haima M5 прошёл фейслифтинг в сентябре 2016 года. Изменения коснулись бамперов, радиаторной решётки и мультимедийной информационно-развлекательной системы. С 2018 года автомобиль называется Haima Familia F5.